# Sønntagsengel
O Outro Lado do Domingo (Sønntagsengel) é um filme norueguês lançado em 1996. Concorreu ao Oscar de melhor filme estrangeiro em 1997.

## Sinopse
A história gira em torno de Maria, a filha de um vigário que vive na Noruega da década de 1950. Contudo, ela anseia por uma existência livre da repressão da religião: quer usar brincos, conhecer rapazes e sair com os amigos.

## Elenco
- Marie Theisen - Maria
- Hildegun Riise - Mrs. Tunheim
- Bjørn Sundquist - Johannes
- Sylvia Salvesen - Moren
- Martin Dahl Garfalk - Olav
- Ina Sofie Brodahl - Anna
- Ann Kristin Rasmussen - Birgit